# Zbiór rozdzielający
Zbiór rozdzielający – zbiór {\displaystyle S} funkcji {\displaystyle A\to B,} w którym dla dowolnych dwóch elementów {\displaystyle x,y\in A} istnieje funkcja {\displaystyle f\in S} spełniająca {\displaystyle f(x)\neq f(y);} mówi się też, że zbiór {\displaystyle S} rozdziela punkty {\displaystyle B}.
Zbiory rozdzielające ułatwiają sformułowanie wariantu twierdzenia Stone’a-Weierstrassa dla funkcji o wartościach rzeczywistych na zwartej przestrzeni Hausdorffa z topologią zbieżności jednostajnej:
dowolna podalgebra tej przestrzeni funkcyjnej jest gęsta wtedy i tylko tedy, gdy rozdziela punkty.
Tę wersję twierdzenia dowiódł jako pierwszy Marshall Stone.

## Przykłady
- Zbiór jednoelementowy składający się z funkcji tożsamościowej liczb rzeczywistych {\displaystyle \mathbb {R} } rozdziela punkty {\displaystyle \mathbb {R} .}
- Jeżeli {\displaystyle X} jest przestrzenią normalną (tj. T4 i T1), to lemat Urysohna mówi, że zbiór {\displaystyle {\mathcal {C}}(X)} funkcji ciągłych na {\displaystyle X} o wartościach rzeczywistych (lub zespolonych) rozdziela punkty {\displaystyle X.}